# Mollymauk, der Wunderknabe
Mollymauk, der Wunderknabe (Originaltitel: Lord Love a Duck) ist eine schwarzhumorige US-amerikanische Filmkomödie des Drehbuchautors und Bühnenschriftstellers George Axelrod, der hier sein Regiedebüt gab, mit Roddy McDowall in der Titelrolle. Die weibliche Hauptrolle übernahm Tuesday Weld. Der Geschichte liegt der 1961 erschienene Roman Lord Love a Duck von Al Hine zugrunde.

## Handlung
Da der exzentrische junge Alan Musgrave, der aufgrund seiner Forschungstätigkeit bezüglich eines ausgestorbenen Entenvogels namens „Mollymauk“ genauso von allen genannt wird, aus wenig nachvollziehbaren Gründen mehrere Menschen umgebracht haben soll, wurde er kurzerhand in die Gefängnispsychiatrie eingewiesen. Hier erzählt er nun von seinen absurden Erlebnissen des vergangenen Jahres auf ein Tonbandgerät:
Alan besucht gemeinsam mit der hübschen Blondine Barbara Ann Greene die Oberstufe der hochmodernen Consolidated High School in Los Angeles. Unter Mollymauks Hypnoseversuch offenbart Barbara Ann ihren dringlichen Wunsch, unbedingt beliebt sein zu wollen. Alan versichert ihr, dass er auf ihrem Weg zu diesem Ziel ihr jeden Wunsch erfüllen wird. Zunächst möchte Barbara Ann einer Studentenverbindung beitreten, deren Mitglieder jeweils zwölf Kaschmirpullover besitzen müssen. Mollymauk lässt sie ihren Vater überreden, Barbara diese Pullover zu kaufen. Um zu verhindern, dass die etwas naive junge Frau in einem Kurs durchfällt, lässt Alan sie ihren Sexappeal einsetzen, um die Stelle als Sekretärin des High-School-Direktors zu bekommen. Barbara Ann lernt während eines Seminars in einer Autokino-Kirche den wohlhabenden und attraktiven Bob Barnard kennen und beschließt, in Balboa Urlaub zu machen. Bob soll sie dorthin begleiten und als „Anstandswauwau“ auf ihre Unschuld achten.
Als Barbara Ann beschließt, Bob zu heiraten, fördert Mollymauk diese Absicht, indem er Bobs exzentrische Mutter aus „besten Kreisen“, Stella Bernard ständig betrunken hält. Mrs. Bernard missbilligt die Absichten ihres Sohnes naserümpfend, da es sich bei der angehenden Schwiegermutter Marie Greene lediglich um eine Bardame handelt. Mollymauk knüpft derweil einen Kontakt zu dem auf „Strandpartyfilme“ spezialisierten Produzenten T. Harrison „Harry“ Belmont. Barbara Ann sieht sich nun endgültig auf dem Weg zu Popularität und Filmruhm und will unbedingt vor die Kamera. Nun überschlagen sich die Geschehnisse: Ihre Mutter nimmt sich, in der festen Überzeugung bei Barbara Ann aber auch bei sich selbst alles falsch gemacht zu haben, das Leben, Barbara Ann und Bob heiraten, und dieser verbietet als erstes seiner Neugattin sich für Probeaufnahmen nach Hollywood zu begeben. Daraufhin reicht Barbara Ann sofort wieder die Scheidung ein.
Da aber Bobs Mutter aus Standesdünkel generell Scheidungen missbilligt, nimmt Mollymauk, der sich auch weiterhin vollkommen seiner „Mission“, Barbara Anns Leben zu promoten, verpflichtet fühlt, die Sache selbst in die Hand und versucht, Bob aus dem Weg zu räumen. Doch er hat damit keinen Erfolg. Er überlebt und sitzt bei Barbara Anns Abschlussfeier derangiert im Rollstuhl. Alan verfolgt daraufhin Bob mit einem Traktor und tötet dabei offenbar ihn und mehrere Menschen auf dem Rednerpult. Der Amokfahrer wird eingewiesen, und Barbara Ann erlangt in ihrem Debütfilm „Bikini Widow“ ihren ersehnten Hollywood-Ruhm. Hinter Gittern reift in Mollymauk, dem mutmaßlichen Wunderknaben, allmählich die Erkenntnis, das er wohl alles nur aus Liebe tat.

## Produktionsnotizen
Die Dreharbeiten begannen am 2. August 1965 und endeten Mitte September desselben Jahres. Der Film erlebte seine Uraufführung am 25. Januar 1966. Der deutsche Massenstart fand am 29. Juli 1966 statt.
Jack Fier übernahm die Herstellungsleitung. Malcolm Brown lieferte die Filmbauten, Raphael Bretton war für die Ausstattung verantwortlich. Paula Giokaris entwarf die Kostüme.

## Auszeichnung
Bei den Berliner Filmfestspielen vom 24. Juni bis 5. Juli 1966 ging ein Silberner Bär an die Nebendarstellerin Lola Albright.

## Kritiken
Der kostengünstig hergestellte Film war trotz einer großen US-Werbekampagne ein kommerzieller Misserfolg. Nachfolgend drei Bewertungen:
Der Movie & Video Guide fand, dieser Film sei „seiner Zeit voraus“ gewesen, bemängelte aber auch, dass er „bisweilen unangenehmerweise zwischen Komödie und Drama hin und her pendelt“, jedoch auch „herzliche Lacher“ produziere.
Halliwell‘s Film Guide verortete eine „ziemlich nachlässig gemachte Satire auf amerikanische Kultur und Modeerscheinungen, eingekleidet in eine verrückte Komödie, mit gelegentlichen Lachern garniert“.
Im Lexikon des Internationalen Films ist zu lesen: „Groteske, die mit angelsächsisch-schwarzem Humor Seitenhiebe gegen Lebensart und Weltanschauung der Amerikaner austeilt.“